# Hymn Belgii

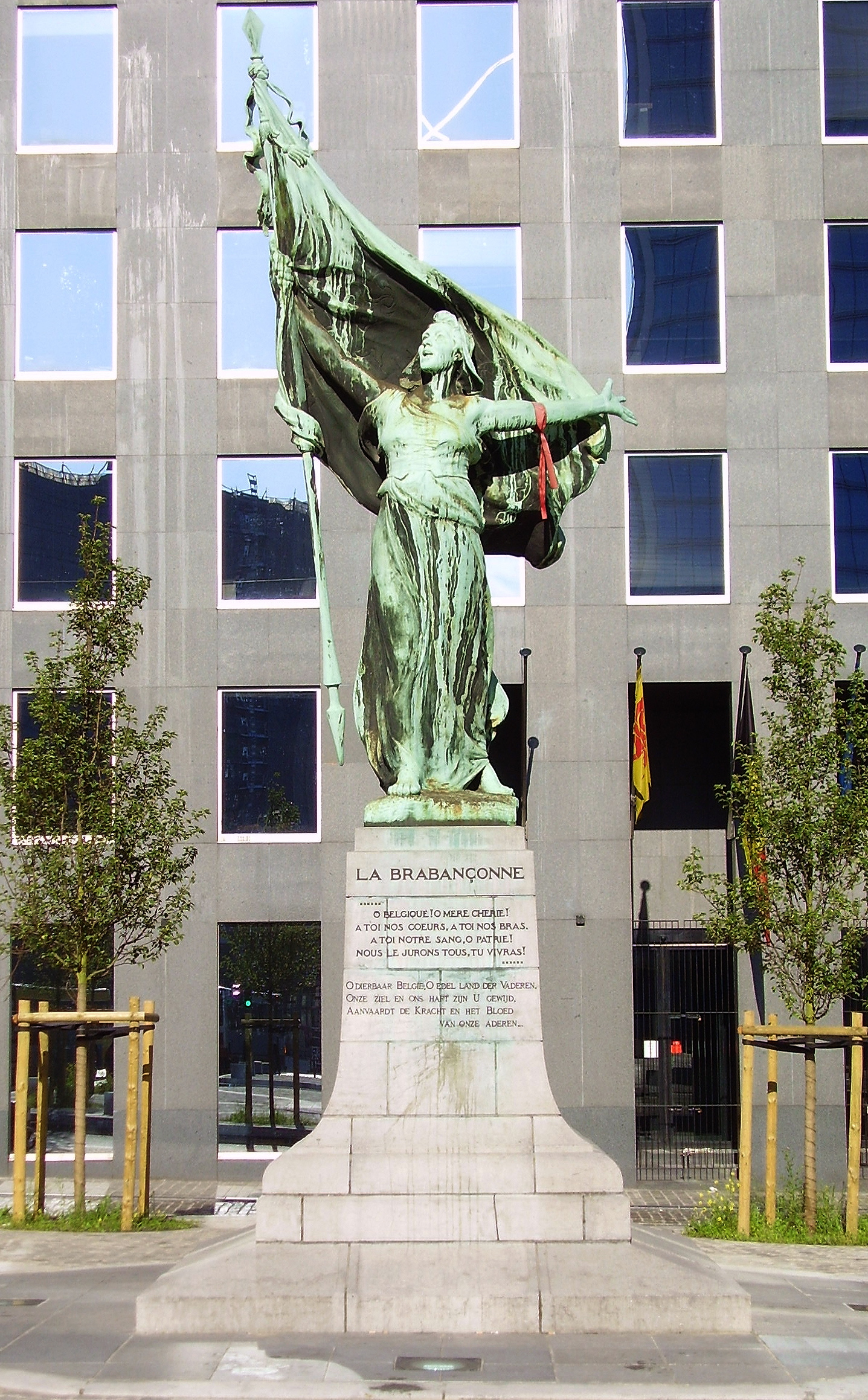
Pomnik Brabançonne w Brukseli

Brabançonne (Brabantka, Brabansona) – hymn państwowy Belgii, zwany także Hymnem Brabanckim lub Hymnem Wolności.
Legenda głosi, że słowa pieśni powstały we wrześniu 1830 r., kiedy to młody rewolucjonista, Alexandre Dechet odczytał ich treść podczas spotkania w kawiarni l’Aigle d’Or. Dechet był aktorem teatru, w którym została zainicjowana rewolucja prowadząca do wyzwolenia Belgii spod panowania Holandii. Rewolucja pochłonęła również życie samego autora. Melodię do hymnu w 1830 r. napisał François Van Campenhout. W 1860 r. premier Belgii Charles Rogier zmienił słowa, łagodząc antyholenderskie akcenty pieśni, a ostatecznie w 1921 r. przyjęto jej czwartą zwrotkę jako hymn.
| La Brabançonne (wersja francuska) | Pieśń Brabancji (Brabantka) |
| Noble Belgique, ô mère chérie, A toi nos coeurs, à toi nos bras, A toi notre sang, ô Patrie, Nous le jurons tous, tu vivras. Tu vivras toujours grande et belle, Et ton invincible unité, Aura pour devise immortelle, Le Roi, la Loi, la Liberté (3x) | O, moja ukochana Belgio, tobie nasze serca i dłonie, i krew, święta ojczyzno! Przysięgamy, że będziesz żyć, zawsze wspaniale i pięknie! Twoja niezwyciężona jedność za nieśmiertelne motto, będzie mieć: za króla, za prawo, za wolność! |

| De Brabançonne (wersja niderlandzka) |
| O dierbaar België O heiling land der vaad'ren Onze ziel en ons hart zijn u gewijd.' Aanvaard ons hart en het bloed van onze adren, Wees ons doel in arbeid en in strijd. Bloei, o land, in eendracht niet te breken; Wees immer u zelf en ongeknecht, Het woord getrouw, dat ge onbevreesd moogt spreken: Voor Vorst, voor Vrijheid en voor Recht! |

| Die Brabançonne (wersja niemiecka) |
| O liebes Land, o Belgiens Erde, Dir unser Herz, dir unsere Hand, Dir unser Blut, o Heimaterde, Wir schwörens Dir, o Vaterland! So blühe froh in voller Schöne, Zu der die Freiheit dich erzog, Und fortan singen deine Söhne: „Gesetz und König und die Freiheit hoch!“ |